# Archtalkopf
De Archtalkopf is een berg in de deelstaat Beieren, Duitsland. De berg heeft een hoogte van 1927 meter.
De Archtalkopf is onderdeel van het Estergebergte, dat weer deel uitmaakt van de Bayerische Voralpen.